# Биљни хормон
Биљни хормон (фитохормон) је природно (ендогено) или вештачки синтетисано једињење које има изражен физиолошки ефекат на биљке. Код биљака не постоје специјално диференцирани органи за синтезу хормона, већ се они синтетишу у појединачним, локализованим или дифузно распоређеним ћелијама. Најчешће се синтетишу врло мале количине хормона, али оне имају велики ефекат на процесе метаболизма, раста, диференцијације и сенесценције (старења) биљака. Биљни хормон такође учествују у одбрани од патогена, толеранције на стрес и све до репродуктивног развоја. За разлику од животиња (код којих је производња хормона ограничена на специјализоване жлезде), свака биљна ћелија је способна да производи хормоне. Вент и Тиман су сковали термин „фитохормон“ и употребили га у наслову своје књиге из 1937.
Биљни хормони обухватају следећа једињења или класе једињења: ауксине, гиберелине, цитокинине, апсцисинску киселину, етен, брасиностероиде, и јасмонате. Ређе помињана као биљни хормони су и следећа једињења са физиолошким ефектом на биљке: салицилна киселина, азот моноксид и системин.
Фитохормони се јављају широм биљног царства, па чак и у алгама, где имају сличне функције као код виших биљака. Неки фитохормони се такође јављају у микроорганизмима, као што су једноћелијске гљиве и бактерије, али у овим случајевима не играју хормонску улогу и пре се могу сматрати секундарним метаболитима.

## Карактеристике
Реч хормон потиче од грчког, што значи покренути. Биљни хормони утичу на експресију гена и нивое транскрипције, ћелијску поделу и раст. Природно се производе у биљкама, иако врло сличне хемикалије производе гљиве и бактерије које такође могу утицати на раст биљака. Велики број сродних хемијских једињења синтетишу људи. Они се користе за регулисање раста култивисаних биљака, корова и биљака и биљних ћелија узгајаних ин витро; ова вештачка једињења се називају регулатори раста биљака (PGR). Током раног периода проучавања биљних хормона, „фитохормон” је био уобичајен израз, али се његова употреба сада мање примењује.
Биљни хормони нису хранљиве материје, већ хемикалије које у малим количинама подстичу и утичу на раст, развој и диференцијацију ћелија и ткива. Биосинтеза биљних хормона у биљним ткивима је често дифузна и није увек локализована. Биљкама недостају жлезде за производњу и складиштење хормона, јер, за разлику од животиња — које имају два циркулаторна система (лимфни и кардиоваскуларни) које покреће срце чиме циркулишу течности по телу — биљке користе пасивнија средства за кретање хемикалија по телу. Биљке користе једноставне хемикалије као хормоне, који се лакше крећу кроз њихова ткива. Често се производе и користе на локалној основи унутар биљног тела. Биљне ћелије производе хормоне који утичу на чак и различите регионе ћелије које производе хормон.
Хормони се транспортују унутар биљке коришћењем четири типа кретања. За локализовано кретање користи се цитоплазматски проток унутар ћелија и спора дифузија јона и молекула између ћелија. Васкуларна ткива се користе за премештање хормона из једног дела биљке у други; ту спадају ситасте цеви или флоем који померају шећере од листова до корена и цветова, и ксилем који помера воду и минералне растворе од корена до лишћа.
Све биљне ћелије не реагују на хормоне, али оне ћелије које реагују су програмиране да реагују у одређеним тачкама свог циклуса раста. Највећи ефекти се јављају у одређеним фазама током живота ћелије, са смањеним ефектима пре или после овог периода. Биљкама су потребни хормони у веома специфичном времену током раста биљака и на одређеним локацијама. Они су такође потребни да би се отклонили ефекти које хормони имају када више нису потребни. Производња хормона се дешава веома често на местима активног раста унутар меристема, пре него што се ћелије у потпуности диференцирају. Након производње, они се понекад премештају у друге делове биљке, где изазивају тренутни ефекат; или се могу чувати у ћелијама да би касније били отпуштени. Биљке користе различите путеве да регулишу унутрашње количине хормона и ублаже њихове ефекте. Биљке могу регулисати количину хемикалија које се користе за биосинтезу хормона. Хормони могу бити складиштени у ћелијама, инактивирани или може доћи до разградње већ формираних хормона путем њихове конјугације са угљеним хидратима, аминокиселинама или пептидима. Биљке такође могу хемијски разградити хормоне, ефикасно их уништавајући. Биљни хормони често регулишу концентрацију других биљних хормона. Биљке такође размештају хормоне по телу биљке разблажујући њихову концентрацију.
Концентрација хормона потребна за реакције биљака је веома ниска (10−6 до 10−5 mol/L). Због ових ниских концентрација, било је веома тешко проучавати биљне хормоне, а тек од касних 1970-их научници су могли да почну да повезују њихове ефекте и односе са физиологијом биљака. Велики део раних радова на биљним хормонима укључивао је проучавање биљака које су имале генетски недостатак у погледу једног хормона, или су укључивале употребу биљака узгојених у ткивима која су узгајане ин витро које су биле подвргнута различитим односима хормона, и упоређивањем резултујућег раста. Најраније научно посматрање и проучавање датира из 1880-их; одређивање и посматрање биљних хормона и њихова идентификација било је распрострањено у наредних 70 година.

## Класе
Различити хормони се могу разврстати у различите класе, у зависности од њихове хемијске структуре. Унутар сваке класе хормона, хемијске структуре могу да варирају, али сви чланови исте класе имају сличне физиолошке ефекте. Првобитно истраживање биљних хормона идентификовало је пет главних класа: апсцисинска киселина, ауксини, брасиностероиди, цитокинини и етилен. Ова листа је касније проширена, а брасиностероиди, јасмонати, салицилна киселина и стриголактони се сада такође сматрају главним биљним хормонима. Поред тога, постоји неколико других једињења која служе функцијама сличним главним хормонима, али се о њиховом статусу као хормона још увек расправља.

### Апсцисинска киселина
Апсцисинска киселина (такође названа АБА) је један од најважнијих инхибитора раста биљака. Откривена је и истраживана под два различита имена, дормин и апсцисин II, пре него што су њена хемијска својства била потпуно позната. Када је утврђено да су та два једињења иста, названа је апсцисинска киселина. Назив се односи на чињеницу да се налази у високим концентрацијама у тек насталом или свеже опалом лишћу.
Ова класа PGR се састоји од једног хемијског једињења које се нормално производи у листовима биљака, а потиче од хлоропласта, посебно када су биљке под стресом. Генерално, делује као инхибиторно хемијско једињење које утиче на раст пупољака и мировање семена и пупољака. Овај хормон посредује промене унутар апикалног меристема, изазивајући мировање пупољака и промену последњег сета листова у заштитне покриваче пупољака. С обзиром да је пронађен у свеже апсцисираним листовима, у почетку се сматрало да игра улогу у процесима природног опадања листова, али даља истраживања су то оповргла. Код биљних врста из умерених делова света, апсцизинска киселина игра улогу у мировању листова и семена тако што инхибира раст, али, како се распршује из семена или пупољака, почиње раст. У другим биљкама, како се нивои АБА смањују, раст почиње како се нивои гиберелина повећавају. Без АБА, пупољци и семе би почели да расту током топлих периода зими и били би убијени када би се поново смрзли. Будући да се АБА полако распршује из ткива и да је потребно време да се њени ефекти надокнаде другим биљним хормонима, постоји кашњење у физиолошким путевима који пружају одређену заштиту од прераног раста. Апсцисинска киселина се акумулира у семену током сазревања плода, спречавајући клијање семена унутар плода или пре зиме. Ефекти апсцисинске киселине се деградирају у биљним ткивима током ниских температура или њеним уклањањем испирањем из ткива, ослобађајући семе и пупољке из стања мировања.
АБА постоји у свим деловима биљке, и сматра се да њена концентрација у било ком ткиву посредује у њеним ефектима и функционисању као хормон; његова деградација, или тачније катаболизам, унутар биљке утиче на метаболичке реакције, ћелијски раст и производњу других хормона. Биљке почињу живот као семе са високим нивоом АБА. Непосредно пре него што семе клија, нивои АБА се смањују; током клијања и раног раста саднице ниво АБА се још више смањује. Како биљке почињу да производе изданке са потпуно функционалним листовима, нивои АБА поново почињу да се повећавају, успоравајући ћелијски раст у „зрелијим” деловима биљке. Стрес од воде или предаторства утиче на производњу АБА и стопе катаболизма, посредујући још једну каскаду ефеката који покрећу специфичне одговоре циљаних ћелија. Научници још увек спајају сложене интеракције и ефекте овог и других фитохормона.
У биљкама под воденим стресом воде, АБА игра улогу у затварању стомата. Убрзо након што су биљке под воденим стресом воде и коренима недостаје вода, сигнал се креће до листова, изазивајући тамо формирање прекурсора АБА, који се затим крећу до корена. Корени тада ослобађају АБА, која се преноси у лишће кроз васкуларни систем и модулира унос калијума и натријума унутар заштитних ћелија, које онда губе чврстоћу, затварајући стомате.